# Tercera División de España 2019-20
La temporada 2019-20 de la Tercera División de España fue la cuarta categoría de las ligas de fútbol de España, por debajo de la Segunda División B y por encima de las Divisiones Regionales. Comenzó el 25 de agosto de 2019 con una fecha indeterminada para su finalización con los play-offs de la promoción de ascenso. Los campeones de cada grupo y los catorce segundos clasificados con mejor coeficiente jugarán la próxima edición de la Copa del Rey.
En el mes de marzo la competición se suspendió por el brote del Coronavirus-2 del Síndrome Respiratorio Agudo Grave, considerada pandemia global. Primero se contempló jugar a puerta cerrada pero la rápida propagación de contagios y las tasas en aumento de fallecidos provocaron la inmediata suspensión.
Tras superar el mes sin competición, el 14 de abril, la RFEF anunció una propuesta a tratar con todas las federaciones territoriales. Esta propuesta trata de la finalización de la competición y dar efecto a las clasificaciones tal como quedaron en la última jornada disputada en cada uno de los 18 grupos; los campeones de grupo jugarían la ruta de campeones; mientras que los clasificados en segunda, tercera y cuarta posición disputarían la ruta de no campeones, manteniendo el formato pero a partido único, sin público y en una sede neutral; por otro lado, los descensos no tendrían efecto, por lo que ningún equipo sería relegado a las categorías regionales.
Finalmente la propuesta de la RFEF se aprueba por unanimidad el 6 de mayo, y entre las medidas adoptadas destacan las de finalización del torneo regular dando por definitivas las clasificaciones actuales, la celebración de la promoción de ascenso en formato exprés y la supresión de descensos. Para la promoción de ascenso exprés cada federación territorial designará una sede neutral en la que los cuatro primeros clasificados jugarán dos semifinales y una final a partido único para determinar el equipo que asciende categoría. Además, los dos mejores primeros que no logren ascenso obtendrán plaza en segunda división B, en caso de que ascendieran todos o menos uno, no se cubrirían las plazas con otros equipo.
En algunos grupos la competición terminó sin tener todos los equipos el mismo número de partidos disputados, para establecer la clasificación se aplicó el criterio del mejor coeficiente, es decir, dividiendo los puntos obtenidos entre los partidos disputados.

## Fase de grupos

### Grupo XIII (Región de Murcia)
Notas
1. ↑  El FC Jumilla desciende a Preferente por impagos y el CAP Ciudad ocupa su lugar[7]

## Promoción de ascenso a Segunda División B
Los siguientes equipos se clasificaron para la promoción de ascenso a Segunda División B. Los equipos y posiciones serán confirmados el 29 de mayo por la RFEF. Los equipos deben aceptar las normas de participación e inscribirse antes del 4 de junio; si algún equipo no se inscribe su plaza no será cubierta. 
| Grupo I             | Grupo II            | Grupo III           | Grupo IV          | Grupo V               |
| ------------------- | ------------------- | ------------------- | ----------------- | --------------------- |
| 1º S. D. Compostela | 1º C. D. Lealtad    | 1º C. D. Laredo     | 1º C. Portugalete | 1º C. E. L'Hospitalet |
| 2º Ourense C. F.    | 2º U. D. Llanera    | 2º R. S. Gimnástica | 2º Sestao River   | 2º Terrassa F. C.     |
| 3º Arosa S. C.      | 3º C. D. Covadonga  | 3º Rayo Cantabria   | 3º C. D. Vitoria  | 3º C. E. Europa       |
| 4º C. D. Barco      | 4º Caudal Deportivo | 4º C. D. Tropezón   | 4º C. D. Basconia | 4º U. E. Sant Andreu  |

| Grupo VI           | Grupo VII                | Grupo VIII                    | Grupo IX               | Grupo X                   |
| ------------------ | ------------------------ | ----------------------------- | ---------------------- | ------------------------- |
| 1º C. D. Alcoyano  | 1º C. D. A. Navalcarnero | 1º Zamora C. F.               | 1º Linares Deportivo   | 1º Betis Deportivo        |
| 2º U. D. Alzira    | 2º A. D. Unión Adarve    | 2º Gimnástica Segoviana C. F. | 2º C. D. El Ejido 2012 | 2º C. D. Ciudad de Lucena |
| 3º Atzeneta U. E.  | 3º A. D. Alcorcón "B"    | 3º Arandina C. F.             | 3º Motril C.F.         | 3º Xerez Deportivo F. C.  |
| 5º C. F. Intercity | 4º R. S. D. Alcalá       | 4º C. D. Numancia "B"         | 4º Real Jaén C. F.     | 4º C. D. Utrera           |

| Grupo XI                      | Grupo XII             | Grupo XIII               | Grupo XIV                | Grupo XV            |
| ----------------------------- | --------------------- | ------------------------ | ------------------------ | ------------------- |
| 1º U. D. Poblense             | 1º C. D. Marino       | 1º C. F. Lorca Deportiva | 1º C. F. Villanovense    | 1º U. D. Mutilvera  |
| 2º C. D. Ibiza Islas Pitiusas | 2º S. D. Tenisca      | 2º Atlético Pulpileño    | 2º C. D. Coria           | 2º A. D. San Juan   |
| 3º R. C. D. Mallorca "B"      | 3º U. D. San Fernando | 3º Mar Menor F. C.       | 3º C. P. Cacereño        | 3º Beti Kozkor K.E. |
| 4º C. D. Felanich             | 4º U. D. Tamaraceite  | 5º Mazarrón F. C.        | 4º Extremadura U. D. "B" | 4º C. D. Pamplona   |

| Grupo XVI             | Grupo XVII                | Grupo XVIII                |
| --------------------- | ------------------------- | -------------------------- |
| 1º S. D. Logroñés     | 1º S. D. Tarazona         | 1º U. D. Socuellamos C. F. |
| 2º C. D. Varea        | 2º C. D. Teruel           | 2º C. D. Quintanar del Rey |
| 3º Casalarreina C. F. | 3º C. D. Brea             | 3º C. D. Guadalajara       |
| 4º C. D. Arnedo       | 4º R. Z. Deportivo Aragón | 4º C. D. Toledo            |

|  | Clasificado como primero de grupo ( si obtuvo el ascenso) |
|  | Resto de clasificados ( si obtuvo el ascenso)             |